# Choman District
Choman District är ett distrikt i Irak.   Det ligger i provinsen Arbil, i den norra delen av landet, 400 km norr om huvudstaden Bagdad.